# Иольдиевое море
Иольдиевое море — слабосолёный морской водоём, образовавшийся во впадине Балтийского моря после освобождения её от льдов последнего оледенения. Явилось следующей фазой развития водоёма после спуска Балтийского ледникового озера до уровня океана. Море сообщалось с океаном через пролив, проходивший по территории современной Среднешведской низменности. Датские проливы не функционировали.
Название моря произошло от названия двустворчатого моллюска Portlandia arctica, ранее известного как Yoldia arctica, являвшегося руководящей формой этого этапа эволюции Балтийского бассейна.

## История бассейна

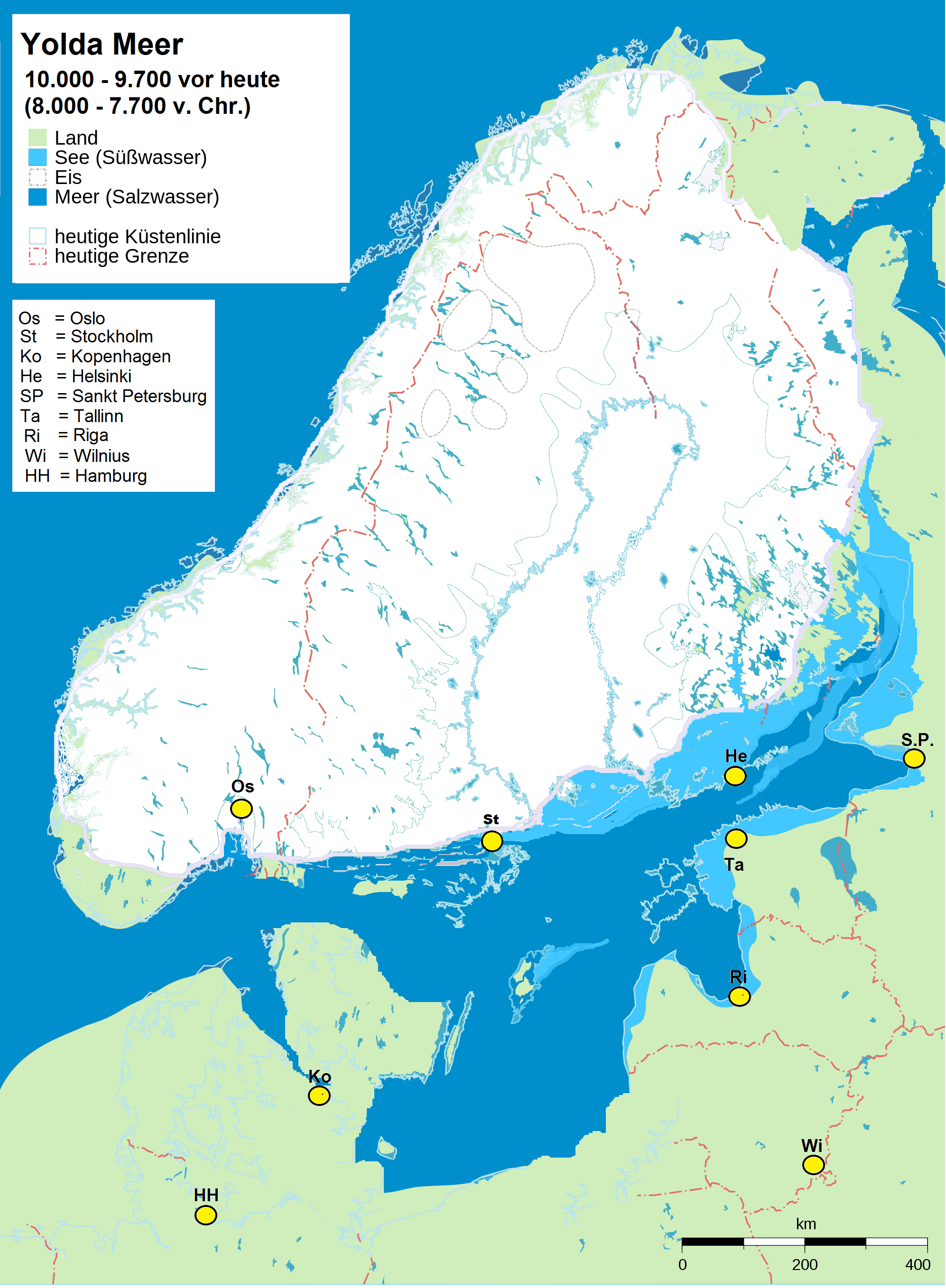
Иольдиевое море. Солоноватая стадия

Событием, от которого отсчитывается история Иольдиевого моря, был стремительный спуск Балтийского ледникового озера через новый канал стока на территории Среднешведской низменности и осушения  пролива Эресунн. Это произошло по современным оценкам около 11 700 — 11 600 лет назад.
Уровень Балтийского бассейна упал на 25 м до уровня океана. Падение уровня воды в Балтийском бассейне привело к осушению огромных территорий, особенно на юге и западе. Поверхность Иольдиевого моря в момент его возникновения лежала на 50—52 м ниже современного уровня моря. За время существования Иольдиевого моря его поверхность поднялась на 10—12 метров вслед за эвстатическим подъёмом уровня мирового океана. Одновременно имело место изостатическое поднятие земной коры в районах, освободившихся от массы ледникового покрова. В южной и восточной части бассейна скорость подъёма уровня океана опережала скорость изостатического подъёма и происходило наступление моря. Одновременно, в северной и западной части бассейна, где скорость поднятия недавно освобождённой от льда коры была выше, море, напротив отступало. По мере деградации ледника границы зон трансгрессии и регрессии смещались на север .
Современные исследователи выделяют в истории бассейна 3 стадии.

### Первая (пресноводная) стадия
На первой стадии, длившейся около 250 лет после спуска Балтийского ледникового уровня в Иольдиевом море сохранялся пресноводный режим. С одной стороны, пролив между озером Венерн и Балтийским бассейном был ещё слишком узким, а с другой — потепление климата в пребореальном периоде вызвало интенсивное таяние ледникового покрова и, как следствие, поступавшие с востока массы пресной воды. Оба фактора препятствовали проникновению солёной морской воды в Балтийский бассейн.

### Вторая (солоноватая) стадия
Затем около 11300 лет назад начинается поступление солёной воды в бассейн Иольдиевого моря и постепенно устанавливается слабосолёный режим. В качестве причины этого явления могут рассматриваться две группы факторов, которые могли действовать совместно: с одной стороны, могло иметь место сокращение потока пресной воды в западном направлении в связи с ослаблением интенсивности таяния ледника или сокращения его площади; с другой — эвстатический подъём уровня океана мог вызвать увеличение глубины пролива и движение солёной морской воды в придонных слоях в восточном направлении. Осолонение бассейна происходило постепенно, развиваясь с запада на восток. Осадки, характерные для слабосолёных водоёмов, свидетельствуют об установлении морского режима на всей территории Балтийского бассейна до крайних восточных и южных районов, исключая, возможно, области непосредственно примыкавшие к ледниковому покрову. При этом наибольшая солёность наблюдалась в проливе и прилегающих к нему областях. Имеются свидетельства существования галоклина на этой стадии. Этот период длился по разным оценкам от 70 до 350 лет и закончился около 11000 лет назад.

### Третья (пресноводная) стадия
Дальнейший гляциоизостатический подъём южной части Скандинавского полуострова привёл к постепенному обмелению пролива, прекращению поступления солёной воды из океана и установлению пресноводного режима в Балтийском бассейне. Этот период продлился около 250 лет.
Окончанием истории Иольдиевого моря считается момент, когда продолжающееся изостатическое поднятие привело к началу подъёма уровня воды в Балтийском бассейне выше уровня океана и образования Анцилового озера около 10700 лет назад.

## География

### Пролив Нерке
Море сообщалось с океаном через пролив, проходивший по территории современной Среднешведской низменности: через озёра Меларен и Ельмарен, пролив на территории провинции Нерке, далее через низменности к западу от горы Биллинген и котловину озера Венерн, которая сообщалась с Северным морем через 3 пролива в долинах современных рек Гёта-Эльв, Стейнсэльве и в районе города Уддевалла.

### Береговая линия
В Швеции граница ледникового покрова проходила в 30 км к югу от Стокгольма, Ботнический залив был полностью покрыт ледяным щитом. Готланд и Эланд, как и сейчас, были островами. Побережье в районе современных Германии и Польши располагалось к северу от современного: остров Борнхольм был соединён широким сухопутным мостом с материком, побережье Польши лежало к северу от современной Лавица-Слупска. В центре Балтийского бассейна на территории занимаемой ныне Норра-Мидшёбанкен и Сёдра-Мидшёбанкен располагался крупный остров, отделённый от суши на юге узким проливом.
Из под ледникового покрова освободилась юго-восточная часть Финляндии, большая часть этой территории оказалась ниже уровня моря. В частности, современная система Сайма в это время была заливом Иольдиевого моря. В районе современных Лахти и Хювинкяа появились архипелаги. Уровень поверхности Ладожского озера лежал выше уровня Иольдиевого моря, сток осуществлялся по территории, занимаемой в предшествующую эпоху Хейниокским проливом.

### Соединение с Белым морем
В отечественной литературе можно встретить упоминание о проливе между бассейнами Балтийского и Белого моря через котловины Ладожского и Онежского озёр, который существовал на Иольдиевой стадии эволюции Балтийского бассейна. Впервые гипотеза о существовании так называемого Ловенова пролива была выдвинута в 1861 году и господствовала до середины 1960-х годов, затем был получен ряд палеонтологических и палеогеографических доказательств невозможности связи между бассейнами в рассматриваемую эпоху. В современных палеогеографических реконструкциях западных авторов эта гипотеза не встречается.

## Осадки
Современное положение береговых линий линий Иольдиевого моря существенно различается в разных регионах Балтийского бассейна. На территории Финляндии она находится на высотах от 120 до 160 метров над уровнем моря, в районе острова Готланд — от 18 до 35 метров. В южной части Балтийского бассейна (побережье Польши) она же лежит на глубине порядка 50 метров ниже уровня моря, в Южной Швеции (Ханёбуктен) от 30 до 40 метров, в Прибалтике — порядка 30 метров.
Осадки представлены преимущественно серыми глинами лимногляциального происхождения с низким (до 2 %) содержанием органического материала. Наряду с глинами встречаются илы и пески. Карбонат кальция отсутствует или представлен в незначительных количествах. Характерны нерегулярные вкрапления сульфата железа. Для южной части бассейна, особенно на ранних этапах, характерно переотложение осадков Балтийского ледникового озера, подвергавшихся интенсивной эрозии после его осушения.
Наибольшая солёность имела место на территории пролива между озером Венерн и Стокгольмом. В северной части бассейна, прилегающей к фронту ледника продолжалось отложение ленточных глин.
Во отложениях второго (солёного) периода присутствуют морские виды диатомовых водорослей, остракод, фораминифер, двустворчатые моллюски, в частности Portlandia (Yoldia) arctica. В целом осадки бедны органическими остатками, особенно по сравнению с западной частью котловины озера Венерн. В северной и восточной частях Балтики распространяется Кольчатая нерпа(лат. Pusa hispida) проникшая сюда через пролив Нерке.. В прибрежных областях господствовали сосновые леса. Носители мезолитических культур продолжали населять Ютландию, Сконе и южный берег моря.

## Комментарии
1. ↑  Оценки абсолютного возраста событий в разных источниках могут очень существенно отличаться. Развитие методов калибровки данных радиоуглеродного анализа привело к пересмотру многих абсолютных оценок в сторону их увеличения. По этой причине при написании статьи оценки абсолютного возраста событий приведены по наиболее современным источникам.
2. ↑  Здесь и далее по тексту оценки абсолютного возраста приведены относительно 1950 года, см.: До настоящего времени
3. ↑  В современной научной литературе (как зарубежной, так и отечественной) пролив не имеет общепринятого собственного наименования, для его обозначения обычно используется сочетание "пролив на территории Среднешведской низменности", "пролив в Нерке"[11]. Название "Пролив Нерке" встречается в отечественной научной литературе 1970-х годов[12], откуда перекочевало в некоторые популярные издания[13].
4. ↑  Последний функционировал до окончания второй (солоноватой) стадии.
5. ↑  На начальных этапах истории Иольдиевого моря.
6. ↑  В частности, эта точка зрения нашла отражение в БСЭ[16].
7. ↑  Тем не менее, эта гипотеза  рассматривается в некоторых современных отечественных работах[19].